# افسانه اسپارتاکوس
«افسانه اسپارتاکوس» (انگلیسی: Spartacus Legends) یک بازی ویدئویی در سبک بازی مبارزه‌ای است که توسط یوبی‌سافت و در سال ۲۰۱۳ و در پلت‌فرم‌های اکس‌باکس ۳۶۰ و پلی‌استیشن ۳ منتشر شده‌است.